# معصومه پاشایی بهرام
معصومه پاشایی بهرام سیاستمدار ایرانی و است. وی موفق شد در یازدهمین انتخابات مجلس شورای اسلامی که در تاریخ ۲ اسفند ۱۳۹۸ برگزار شد، با کسب ۴۰ هزار و ۲۹۴ رای از مجموع ۱۲۵ هزار و ۸۳۰ رای، از حوزه انتخابیه مرند و جلفا از استان آذربایجان شرقی انتخاب گردد و به مجلس راه یابد.